# Yola
Yola je glavni grad nigerijske savezne države Adamawa. Leži na istoku države, na rijeci Benue, 50 km zapadno od granice s Kamerunom i 550 km istočno od Abuje. Ovo je područje među najtoplijima u Nigeriji, s temperaturama koje se penju i preko 40°C.
Yola je osnovana 1841. godine. Obližnja Jimeta je novijeg datuma, a praktički je spojena s Yolom u jedan grad.
Prema popisu iz 1991., Yola ima 54.810 stanovnika.